# 푸블리코 궁전 (산마리노)

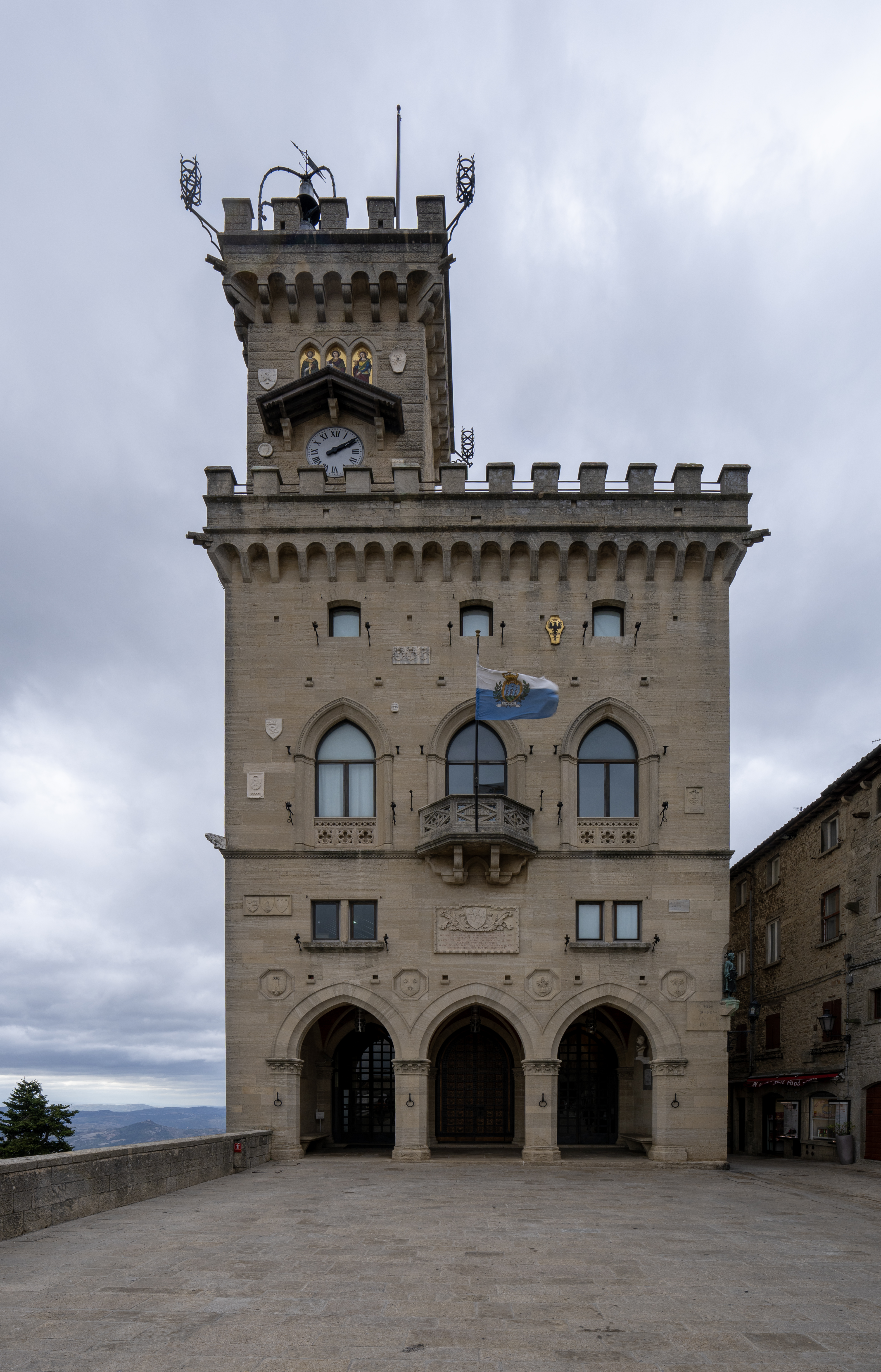
푸블리코 궁전

푸블리코 궁전(이탈리아어: Palazzo Pubblico)은 산마리노 산마리노 시에 있는 궁전으로, 현재는 시청, 의회, 박물관 등으로 사용되고 있다.